# Hexafluorbenzen
Hexafluorbenzen je chemická látka odvozená od benzenu se sumárním vzorcem C6F6. Za normálních podmínek to je kapalina a lze ji použít jako nepolární rozpouštědlo nebo při NMR spektroskopii. Elektronová hustota v molekule hexafluorobenzenu odráží vysokou elektronegativitu atomů fluoru (tzv. π-díra) a tuto je možné pozorovat mikroskopií atomárních sil.

## Geometrie aromatického jádra
Mezi perhalogenovanými deriváty benzenu má hexafluorbenzen poněkud zvláštní postavení. Zatímco mají molekuly těchto ostatních sloučenin (hexachlorbenzenem počínaje) narušené planární uspořádání, atomy fluoru jsou natolik malé, že molekula C6F6 planární je.
Plynný C6F6 isomerizuje při ozáření ultrafialovým světlem na příslušný derivát Dewarova benzenu.